# Paulella
Paulella is een monotypisch geslacht van mosdiertjes uit de familie van de Oncousoeciidae en de orde Cyclostomatida.

## Soort
- Paulella taylori Gontar, 2009